# Franco Mosca (chirurgo)
Franco Mosca (Biella, 27 febbraio 1942 – Pisa, 31 maggio 2020) è stato un chirurgo e filantropo italiano.
Noto per il suo contributo alla chirurgia generale e per l'implementazione di tecniche innovative in chirurgia mininvasiva e robotica, è stato anche fondatore e presidente della Fondazione Arpa.

## Biografia
Nato a Biella, per proseguire gli studi si trasferì a Pisa, dove fu studente di medicina e chirurgia presso l'Università di Pisa ed allievo del Collegio medico-giuridico della Scuola Normale Superiore, dal 1987 confluito nella Scuola Superiore Sant'Anna.
Dopo essersi laureato nel 1966, conseguì le specializzazioni in Chirurgia Generale, Urologia, Chirurgia d'Urgenza.
Nel 1986, venne nominato professore ordinario di Chirurgia generale presso l'Università di Pisa, dove svolse gran parte della sua carriera accademica e professionale. L'anno successivo, fu nominato Direttore dell'Istituto di Patologia Speciale Chirurgica.

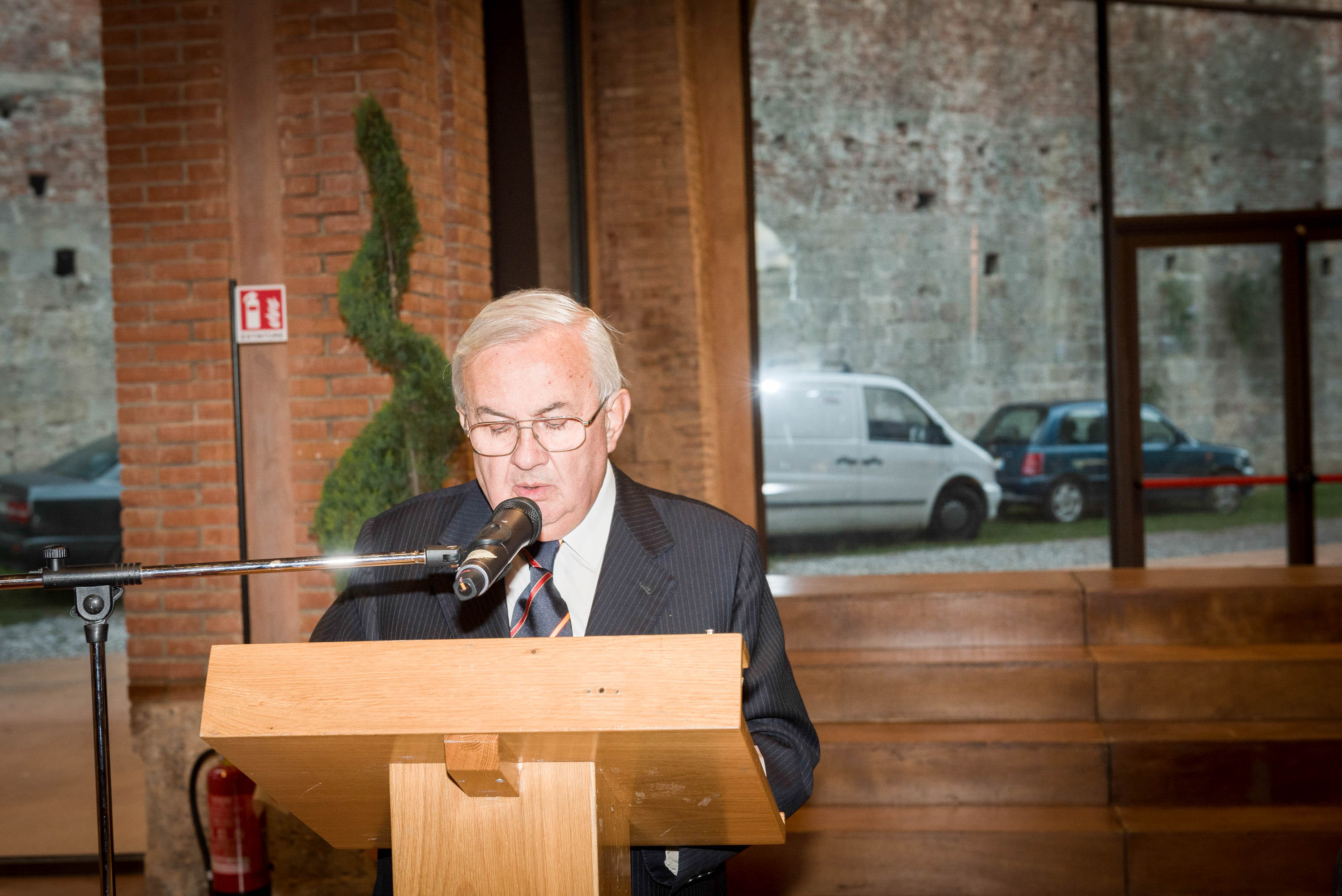
Franco Mosca alla cerimonia di conferimento del "Campano d'oro" 2016, Pisa.

Durante il suo percorso, Mosca ricoprì numerosi ulteriori incarichi, tra cui vicepresidente della facoltà di Medicina e Chirurgia, e direttore del dipartimento di Oncologia, Trapianti e Nuove Tecnologie in Medicina.
È stato insignito di importanti riconoscimenti, come l'Ordine del Cherubino dell'Università di Pisa nel 2000, la Medaglia d'Oro al merito della Sanità Pubblica nel 2004 e il titolo di Grand'Ufficiale della Repubblica Italiana nel 2005.
Nel 2014, due anni dopo il pensionamento, è stato nominato Professore Emerito presso l'Università di Pisa.
Nel 2018, Mosca è stato nominato "Honorary Fellow" dall'American College of Surgeons.

## Innovazioni e contributi
Franco Mosca è stato un pioniere nel campo della chirurgia mininvasiva e robotica, contribuendo significativamente allo sviluppo di tecniche innovative come la chirurgia laparoscopica e robotica. Ha avuto un ruolo fondamentale nello sviluppo dei centri trapianto di organi a Pisa, guidando i programmi di trapianto di fegato, pancreas e rene.
In particolare, Mosca ha implementato un programma per il trattamento chirurgico dell'ipertensione portale, un programma di chirurgia vascolare e un programma di trapianto di fegato, che è diventato il programma di chirurgia dei trapianti più frequentato in Italia. Ha inoltre ampliato la chirurgia oncologica gastrointestinale per includere la chirurgia pancreatica ed epatobiliare avanzata ed ha introdotto la chirurgia laparoscopica. Grazie al suo impegno, i centri trapianti di Pisa sono diventati punti di riferimento per pazienti provenienti da tutta Italia, raggiungendo numerosi primati e posizionandosi ai vertici nazionali e internazionali per volumi di attività, risultati e reputazione scientifica.
Nel 2005, ha fondato il centro EndoCAS, divenuto in breve tempo punto di riferimento per la formazione nell’ambito della chirurgia mini-invasiva attraverso la simulazione. Tale centro è tuttora l’unico centro italiano accreditato dall'American College of Surgeons per la formazione in chirurgia attraverso la simulazione.

## Attività culturale e umanitaria

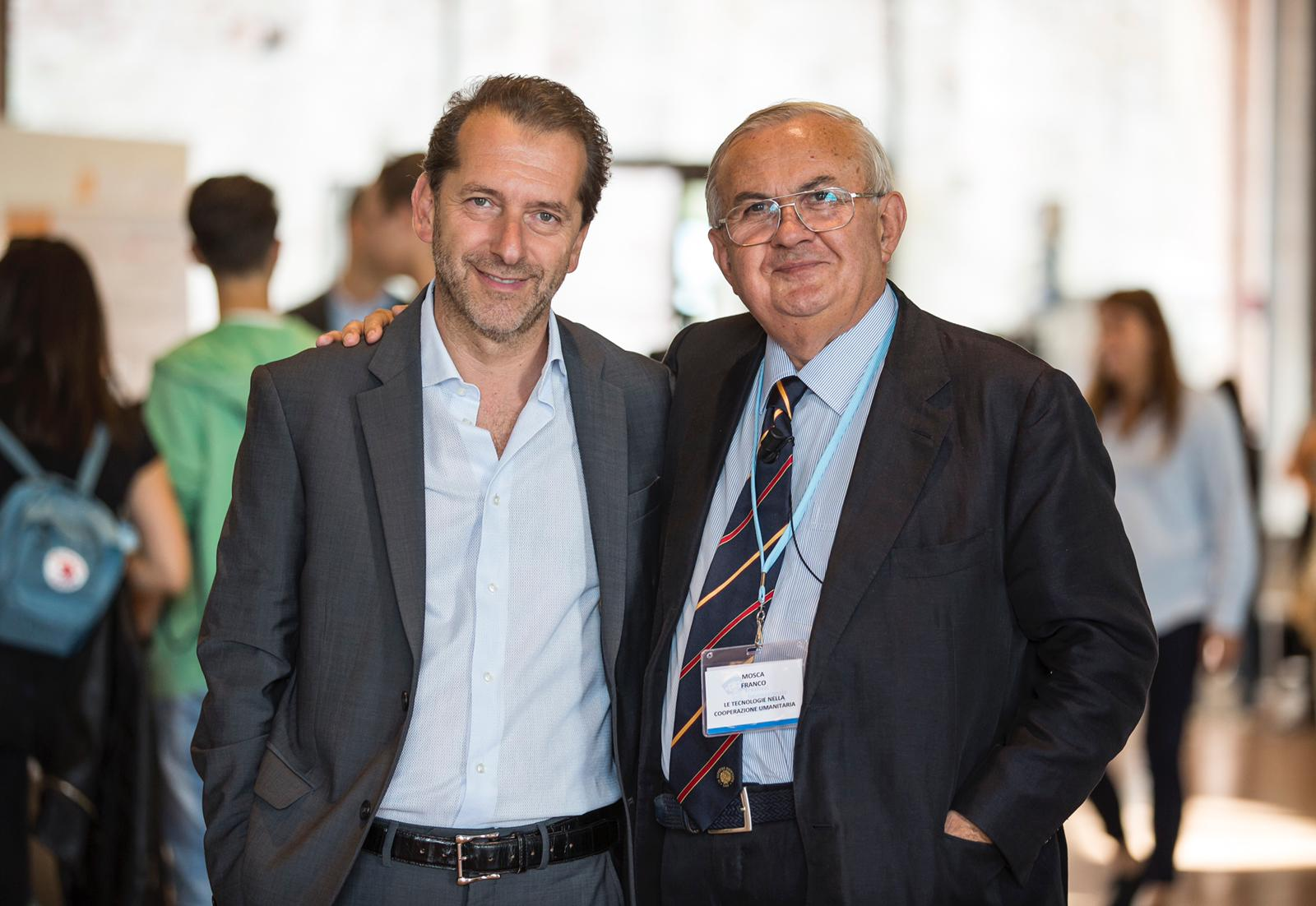
Il Prof. Franco Mosca e l'allora Senatore Dr. Federico Gelli all'edizione 2017 del Festival della Robotica, Pisa.

Oltre alla sua carriera accademica, Mosca è stato attivamente coinvolto in opere umanitarie e nella formazione internazionale, creando legami tra il mondo accademico, imprenditoriale e istituzionale. È stato ideatore e direttore organizzativo del Festival Internazionale della Robotica di Pisa nel 2017 e nel 2018.
Mosca è stato anche fondatore (1992) e presidente dell'APRIC, divenuta nel 1998 Fondazione Arpa, un'organizzazione non profit attiva nel campo della ricerca scientifica in sanità. Mosca ha ricoperto la carica di presidente della Fondazione ininterrottamente fino alla propria morte.

## Premio "Franco Mosca"
Dopo la morte del prof. Mosca, a partire dal 2022, la Fondazione Arpa ha istituito il Premio "Franco Mosca", conferito a "persone o personalità che, con il proprio impegno quotidiano, abbiano dimostrato di condividere con la Fondazione valori e motivazioni e che, incarnandone lo spirito in modo esemplare, abbiano contribuito a promuovere e diffondere tali valori nella società".
Vincitori del premio:
•2022: Relief Srl, spinoff dell’Istituto di BioRobotica della Scuola Superiore Sant’Anna di Pisa;
•2023: infermieri dell'Azienda ospedaliero-universitaria pisana;
•2024: dott.ssa Angela Gioia, responsabile della unità funzionale cure palliative e hospice di Pisa.